# ميخائيل غونتر
ميخائيل غونتر (بالإنجليزية: Michael M. Gunter)‏ هو أستاذ جامعي ومؤرخ أمريكي، ولد في 22 فبراير 1943.